# Kajetan Suffczyński

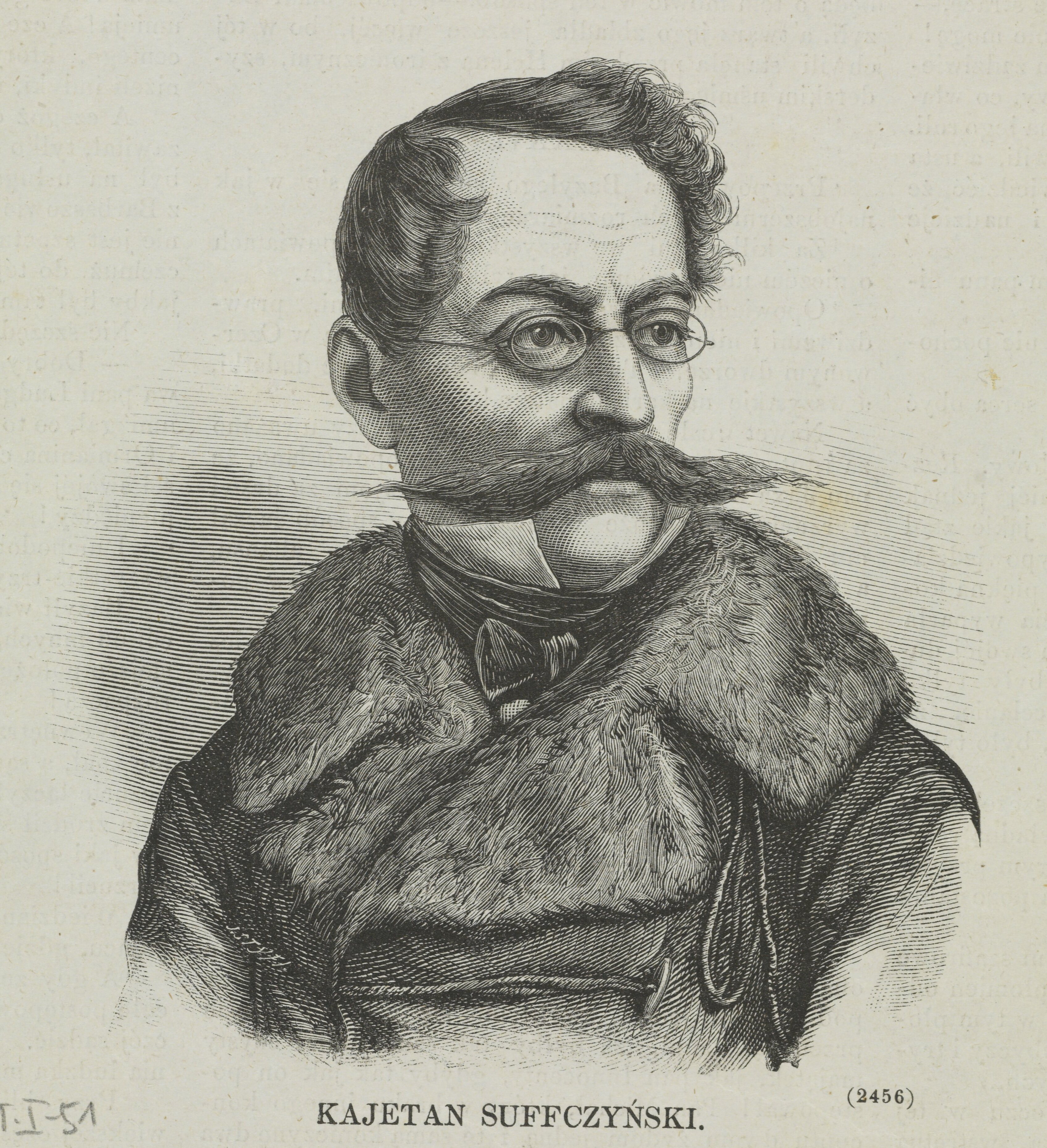
Kajetan Suffczyński

Kajetan Suffczyński herbu Szeliga, pseud. Bodzantowicz (ur. 1807 w Łańcuchowie, zm. 7 stycznia 1873 w Łuczycach) – polski powieściopisarz.
Walczył w powstaniu listopadowym. Do roku 1860 przebywał w Królestwie, następnie przeprowadził się do Galicji.
Jego twórczość literacka to w większości gawędy szlacheckie, opowiadania, powieści tradycyjne. Debiutował  w 1851 r. ogłaszając w Lipsku parafrazę Przedświtu Zygmunta Krasińskiego  Moje sny. Pieśń napisana przez ***. Publikował opowiadania i gawędy w Gazecie Toruńskiej (1867-1868), Przeglądzie Polskim (1868-1870), Dzienniku Literackim (1868).

## Twórczość
- 1856 – Pan starosta warecki[2]
- 1869 – Rodzina konfederatów, wyd. 2 Lwów 1883[3]
- 1875 – Opowiadania historyczne i pisma pomniejsze[4]
- 1875 – Zawsze oni. Obrazy historyczne i obyczajowe z czasów Kościuszki i legionów[5][6][7]